# Конец Луг (Новосёловское муниципальное образование)
Коне́ц Луг — деревня в  Казачинско-Ленском районе Иркутской области России. Входит в Новосёловское муниципальное образование. 

## География
Находится на левом берегу реки Киренга в 39 км к юго-востоку от районного центра, села Казачинское, и в 2 км к востоку от центра сельского поселения — посёлка Окунайский. Севернее деревни проходит БАМ: остановочный пункт 914 км, железнодорожный мост через Киренгу; также автомобильный мост трассы 25К-258 Усть-Кут — Северобайкальск.

## Население
| 2002 | 2010 | 2011 | 2012 |
| ---- | ---- | ---- | ---- |
| 39   | ↗55  | →55  | →55  |

По данным Всероссийской переписи, в 2010 году в деревне проживало 55 человек (28 мужчин и 27 женщин).